# L’Evêque
L’Evêque – szczyt w Alpach Pennińskich, w masywie Mont Collon. Leży w południowej Szwajcarii w kantonie Valais, blisko granicy z Włochami. Szczyt można zdobyć ze schroniska Refuge des Bouquetins (2980 m). Szczyt przykrywają lodowiec Glacier d’Arolla.